# 工人委员会 (西班牙)
工人委员会（西班牙語：Comisiones Obreras，缩写为CCOO）是目前西班牙第二大全国性工会联合会，仅次于劳动者总联盟（传统上受西班牙工人社会党影响）。该组织秘密成立于1962年，由西班牙共产党和信仰天主教的工人团体建立，目的是与弗朗西斯科·佛朗哥独裁政权作斗争并争取劳工权利。1976年，该组织合法化，并建立统一的领导机构。该组织的总部位于马德里。该组织的总书记是乌奈·索多。该组织是国际工会联合会和欧洲工会联合会的成员。2018年，该组织有920870名成员。
该组织原本深受西班牙共产党影响，但在1987年安东尼奥·古铁雷斯任总书记后，与西班牙共产党逐渐疏远。

## 内部派系
- 联盟多数
- 工人委员会关键部门
- 联盟替代